# Nazinha, Olhai por Nós
Nazinha, Olhai por Nós é um filme brasileiro do gênero documentário de 2021. Dirigido por Belisario Franca, é uma produção da Giros Filmes com coprodução da Globo Filmes, Globonews e Canal Brasil. Foi lançado em 29 de abril de 2021.

## Sinopse
O filme traz a história de quatro detentos - dois homens e duas mulheres -  que, enquanto aguardam o benefício de saída temporária para festejar a data comemorativa da procissão de Nossa Senhora de Nazaré, refletem sobre suas vidas e seus planos futuros. Porém, discute também o futuro deles como ex-presidiários.

## Ligações Externas
"Nazinha, Olhai por Nós" na Globo Filmes